# Иовета Вифанская
Иовета (1120 — не позднее 1178) — четвёртая дочь короля Иерусалима Балдуина II и Морфии Мелитенской.
Когда Балдуин II попал в 1123 году в плен к Артукидам, Иовета стала заложницей мусульман в обмен на освобождение отца. Её удерживали в крепости Шейзар до 1125 года, а затем отец выкупил Иовету за 8 000 динаров. Средства на выкуп были собраны из числа добычи, захваченной христианами после победы в битве при Аазазе.
Три сестры Иоветы вышли замуж за могущественных представителей христианского мира на Востоке. Мелисенда стала женой Фулька Анжуйского и после смерти отца унаследовала корону, Алису взял в жёны князь Антиохии Боэмунд II, а Одиерна вышла замуж за Раймунда II (графа Триполи). 
Иовета же приняла постриг и удалилась в монастырь Святой Анны в Иерусалиме, затем в 1143 году перешла в основанную её сестрой Мелисендой обитель Святого Лазаря в Вифании (согласно Библии, в этом селении у Масличной горы жил Святой Лазарь). В 1144 году Иовета стала аббатисой этого монастыря. Позднее в монастыре Святого Лазаря под присмотром Иоветы воспитывалась Сибилла, дочь её племянника, короля Амори I, и будущая королева Иерусалима.
Судя по всему, Иовета и сёстры были очень близки. В 1161 году, когда умирала Мелисенда, Иовета и Одиерна присутствовали у её смертного одра. Затем имя Иоветы исчезает из исторических хроник. Точная дата её смерти неизвестна, однако, судя по тому, что в 1178 году в монастырь Святого Лазаря была назначена новая аббатиса, она скончалась не позднее этого года.